# Joseph Meile
Joseph Meile (Mosnang, 24 luglio 1891 – San Gallo, 6 gennaio 1957) è stato un vescovo cattolico svizzero.

## Biografia
Fu vescovo della diocesi svizzera di San Gallo - in tedesco Sankt Gallen - dal 26 settembre 1938 fino al 6 gennaio 1957, data della sua morte.
In precedenza fu canonico e parroco. Si laureà in diritto canonico nel 1922.

## Genealogia episcopale
La genealogia episcopale è:
- Cardinale Scipione Rebiba
- Cardinale Giulio Antonio Santori
- Cardinale Girolamo Bernerio, O.P.
- Arcivescovo Galeazzo Sanvitale
- Cardinale Ludovico Ludovisi
- Cardinale Luigi Caetani
- Cardinale Ulderico Carpegna
- Cardinale Paluzzo Paluzzi Altieri degli Albertoni
- Papa Benedetto XIII
- Papa Benedetto XIV
- Papa Clemente XIII
- Cardinale Marcantonio Colonna
- Cardinale Giacinto Sigismondo Gerdil, B.
- Cardinale Giulio Maria della Somaglia
- Cardinale Carlo Odescalchi, S.I.
- Cardinale Costantino Patrizi Naro
- Cardinale Lucido Maria Parocchi
- Papa Pio X
- Papa Benedetto XV
- Papa Pio XII
- Vescovo Joseph Meile